# جایزه بزرگ بحرین ۲۰۱۵
جایزه بزرگ بحرین ۲۰۱۵ (انگلیسی: ‎2015 Bahrain Grand Prix‎) یک مسابقهٔ موتوری در رشتهٔ اتومبیل‌رانی فرمول یک بود که در تاریخ ۱۹ آوریل ۲۰۱۵ در پیست بین‌المللی بحرین واقع در صخیر، بحرین برگزار شد. این گراند پری در میان ۱۹ گراند پری در فصل ۲۰۱۵، مسابقهٔ شمارهٔ ۴ بود.
در این مسابقه که در ۵۷ دور و به مسافت ۳۰۸٫۲۳۸ کیلومتر (۱۹۱٫۵۳۰ مایل) برگزار شد، پول پوزیشن توسط لوئیز همیلتون کسب شد و سریع‌ترین زمان برای طی یک دور پیست که برابر با ۱:۳۶٫۳۱۱ بود نیز توسط کیمی رایکونن به ثبت رسید.
لوئیز همیلتون از تیم مرسدس، کیمی رایکونن از تیم فراری و نیکو رزبرگ از تیم مرسدس به‌ترتیب مقام‌های اول تا سوم مسابقه را کسب کردند.

## رده‌بندی قهرمانی پس از مسابقه
|       | جایگاه | راننده        | امتیاز |
| ----- | ------ | ------------- | ------ |
|       | ۱      | لوئیز همیلتون | ۹۳     |
| ۱     | ۲      | نیکو رزبرگ    | ۶۶     |
| ۱     | ۳      | سباستیان فتل  | ۶۵     |
| ۱     | ۴      | کیمی رایکونن  | ۴۲     |
| ۱     | ۵      | فلیپه ماسا    | ۳۱     |
| منبع: |        |               |        |

|       | جایگاه | سازنده            | امتیاز |
| ----- | ------ | ----------------- | ------ |
|       | ۱      | مرسدس             | ۱۵۹    |
|       | ۲      | فراری             | ۱۰۷    |
|       | ۳      | ویلیامز-مرسدس     | ۶۱     |
| ۱     | ۴      | رد بول ریسینگ-رنو | ۲۳     |
| ۱     | ۵      | سائوبر-فراری      | ۱۹     |
| منبع: |        |                   |        |

یادداشت
- تنها پنج جایگاه نخست از هر رده‌بندی نمایش داده شده‌است.